# Râul Bulzu, Uibărești
Râul Bulzu este un curs de apă, afluent al râului Uibărești. 

## Hărți
- Harta județului Hunedoara
- Harta munții Apuseni
- Harta munții Bihor